# Бокс на летней Спартакиаде народов СССР 1959
Соревнования по боксу в рамках II летней Спартакиады народов СССР проходили с 9 по 15 августа 1959 года в Москве. Этот турнир также имел статус 25-го чемпионата СССР по боксу.

## Медалисты
| Весовая категория                   | Золото                                         | Серебро                                         | Бронза                                                |
| ----------------------------------- | ---------------------------------------------- | ----------------------------------------------- | ----------------------------------------------------- |
| Наилегчайший вес (до 51 кг)         | Владимир Ботвинник «Спартак» (Минск)           | Максут Омаров «Динамо» (Алма-Ата)               | Сергей Сивко «Труд» (Москва)                          |
| Легчайший вес (до 54 кг)            | Иван Иванов «Динамо» (Москва)                  | Серго Чатулиди «Спартак» (Тбилиси)              | Виктор Клубничкин «Спартак» (Ленинград)               |
| Полулёгкий вес (до 57 кг)           | Борис Никоноров «Трудовые резервы» (Москва)    | Джумбер Кванталиани Вооружённые силы (Тбилиси)  | Михаил Григорян «Спартак» (Баку)                      |
| Лёгкий вес (до 60 кг)               | Геннадий Какошкин Вооружённые силы (Ленинград) | Анатолий Дергаусов Вооружённые силы (Ленинград) | Евгений Мельчин «Спартак» (Баку)                      |
| Первый полусредний вес (до 63,5 кг) | Леонид Шейнкман «Буревестник» (Астрахань)      | Алоиз Туминьш «Трудовые резервы» (Рига)         | Л. Ругис «Жальгирис» (Литва)                          |
| Второй полусредний вес (до 67 кг)   | Ричардас Тамулис «Спартак» (Каунас)            | Михаил Вайнштейн Вооружённые силы (Ташкент)     | Вениамин Шаргородский «Спартак» (Львов)               |
| Первый средний вес (до 71 кг)       | Борис Лагутин «Труд» (Москва)                  | Виктор Васин Вооружённые силы (Ленинград)       | Алексей Киселёв Вооружённые силы (Московская область) |
| Второй средний вес (до 75 кг)       | Евгений Феофанов «Динамо» (Москва)             | Геннадий Шатков «Трудовые резервы» (Ленинград)  | Роман Акопов «Динамо» (Тбилиси)                       |
| Полутяжёлый вес(до 81 кг)           | Анатолий Кадетов «Динамо» (Казахстан)          | Анатолий Хотенчик «Спартак» (Белоруссия)        | Ромуальдас Мураускас «Жальгирис» (Вильнюс)            |
| Тяжёлый вес (свыше 81 кг)           | Александр Изосимов «Труд» (Краснодар)          | Янис Ланцерс «Динамо» (Рига)                    | Абдысалан Нурмаханов «Буревестник» (Алма-Ата)         |